# Europastraße 11
Die Europastraße 11 oder E 11 ist eine Europastraße, die in Vierzon in Frankreich beginnt und in Béziers (ebenfalls Frankreich) endet. Andere europäische Länder werden von der 570 Kilometer langen Strecke nicht durchquert.

## Verlauf
Vierzon – Bourges – Montluçon – Clermont-Ferrand – Millau – Béziers / Montpellier
Die höchste für den Schnellverkehr angelegte Brücke, der Viaduc de Millau, ist Teil der E 11, die das Zentralmassiv durchquert.
Die E 11 verläuft im Wesentlichen auf den Strecken der französischen Autobahnen Autoroute A71 und Autoroute A75.